# Bernartice (kraj południowoczeski)
Bernartice – miejscowość i gmina (obec) w Czechach, w kraju południowoczeskim, w powiecie Písek. W 2022 roku liczyła 1323 mieszkańców.